# Atractocerus termiticola
Atractocerus termiticola is een keversoort uit de familie Lymexylidae. De wetenschappelijke naam van de soort is voor het eerst geldig gepubliceerd in 1902 door Wasmann.